# Adiantum incisum
Adiantum incisum là một loài thực vật có mạch trong họ Adiantaceae. Loài này được Forssk. miêu tả khoa học đầu tiên năm 1775.